# Gregory Leigh
Gregory Leigh (Manchester, 1994. szeptember 30. –) angol labdarúgó, a Bury hátvédje.

## Külső hivatkozások
- transfermarkt
- mcfc.co.uk Archiválva 2014. június 2-i dátummal a Wayback Machine-ben